# Mîtînți, Krasîliv
Mîtînți (în ucraineană Митинці) este localitatea de reședință a comunei Mîtînți din raionul Krasîliv, regiunea Hmelnîțkîi, Ucraina.

## Demografie
Componența lingvistică a localității Mîtînți
     Ucraineană (99,03%)
     Alte limbi (0,97%)
Conform recensământului din 2001, majoritatea populației localității Mîtînți era vorbitoare de ucraineană (99,03%), existând în minoritate și vorbitori de alte limbi.